# Caumont-sur-Durance
Caumont-sur-Durance település Franciaországban, Vaucluse megyében. Lakosainak száma 5499 fő (2022. január 1.). Caumont-sur-Durance Cabannes, Noves, Avignon, Cavaillon, Châteauneuf-de-Gadagne, Morières-lès-Avignon és Le Thor községekkel határos.

## Népesség
A település népességének változása:
| Lakosok száma | 4691 | 4772 | 4950 | 4885 | 4899 | 4914 | 5094 | 5422 | 5499 |
|               | 2013 | 2015 | 2016 | 2017 | 2018 | 2019 | 2020 | 2021 | 2022 |